# Ourerèt
La couronne Ourerèt  se compose :

Couronne Ourerèt.

- d'une mitre blanche semblable à la couronne Hedjet, symbole de la Haute-Égypte
- de deux plumes d’autruche posées symétriquement de part et d’autre de la mitre.

C’est l’attribut traditionnellement réservé à Osiris.

## Couronnes de l'Égypte antique
- Couronne Atef,
- Couronne blanche Hedjet,
- Couronne bleue Khépresh,
- Couronne Hemhem,
- Couronne Hénou,
- Couronne rouge Decheret,
- Couronne Ourerèt,
- Couronne Tjèni,
- Bandeau Seshed,
- Coiffe Némès,
- Double couronne Pschent.